# Metava
Metava – wieś w Słowenii, w gminie miejskiej Maribor. W 2018 roku liczyła 293 mieszkańców. 